# Сиатак
Сиатак (на английски: SeaTac) е град в окръг Кинг, щата Вашингтон, САЩ. Сиатак е с население от 25 496 жители (2000) и обща площ от 26,2 km². Намира се на 80 m надморска височина. ЗИП кодът му е 98148, 98158, 98168, 98188, 98198, а телефонният му код е 206.